# 최현미 (권투 선수)
최현미(崔賢美, 1990년 11월 7일~)는 대한민국의 여자 프로 권투 선수이다.
1990년 평양에서 태어났으며 2001년 권투에 입문하여 김철주사범대학 체육관에서 활동했다. 2004년 탈북 후 동남아시아를 거쳐 7월에 서울에 들어온 뒤, 장정구의 지도를 받았다. 2007년 전국여자아마복싱대회 60kg급에서 우승하는 등 아마추어에서 두각을 보였으나, 출전을 목표로 하던 2008년 하계 올림픽에서 여자 권투가 정식 종목으로 채택되지 않자 아마추어를 포기하고 프로로 전향했다.
2008년 WBA 여자 페더급 챔피언이 되었고, 총 7차례 가진 방어전에서 타이틀 방어에 성공했다. MBC 무한도전에서 2009년 11월에 열린 덴쿠 쓰바사와의 2차 방어전 경기를 다루기도 했다.
2013년 WBA 여자 Super Featherweight로 체급을 올려 챔피언에 도전, 챔피언 벨트를 획득했다.

## 전적
| 18 전, 17 승, 0 패, 1 무, 0 무효경기 |        |                       |          |              |            |                                             |                                            |
| 결과                                 | 기록   | 상대                  | 결과종류 | 라운드, 시간 | 일자       | 장소                                        | 비고                                       |
| 미결정                               | 미결정 | Maïva Hamadouche      | -        | -            | 2020-2-22  | 광명 시민 체육관                            | 코로나19 여파로 잠정 연기                  |
| 승                                   | 17-0-1 | Wakako Fujiwara       | UD       | 10           | 2019-1-29  | 동인천중학교                                | ?                                          |
| 승                                   | 16-0-1 | Mayra Alejandra Gomez | UD       | 10           | 2018-7-15  | 대구 프린스 호텔                            | ?                                          |
| 승                                   | 15-0-1 | Jessica Gonzalez      | TD       | 6 (10)       | 2017-11-18 | 시흥체육관                                  | ?                                          |
| 승                                   | 14-0-1 | Kimika Miyoshi        | UD       | 10           | 2017-4-15  | 인천서운체육공원 테니스장                   | ?                                          |
| 승                                   | 13-0-1 | Unathi Myekeni        | UD       | 10           | 2016-5-16  | 진주                                        | ?                                          |
| 승                                   | 12-0-1 | Diana Ayala           | UD       | 10           | 2016-3-27  | 광명동굴                                    | ?                                          |
| 승                                   | 11-0-1 | 통마니트 시리완       | KO       | 3 (10)       | 2015-12-6  | 대구 서구국민체육센터                       | ?                                          |
| 승                                   | 10-0-1 | 치카 미즈타니         | UD       | 10           | 2015-5-23  | 문경체육관                                  | ?                                          |
| 승                                   | 9-0-1  | 캔파치 슈퍼챔스       | TKO      | 8 (10)       | 2014-05-10 | 서울과학기술대학교                          | ?                                          |
| 승                                   | 8-0-1  | Fujin Raika           | UD       | 10           | 2013-08-15 | 월미도, 대한민국                            | WBA 여자 Super featherweight 챔피언 결정전 |
| 승                                   | 7-0-1  | Shannon O'Connell     | UD       | 10           | 2013-05-05 | KBS스포츠월드 (구 88체육관), 서울, 대한민국 | WBA 여자 Featherweight 방어                |
| 승                                   | 6-0-1  | Rocio Castillo        | UD       | 10           | 2012-05-04 | KBS스포츠월드 (구 88체육관), 서울, 대한민국 | WBA 여자 Featherweight 방어                |
| 승                                   | 5-0-1  | Sainumdoi Superchamps | TKO      | 5 (10), 1:19 | 2011-12-17 | 서울과학기술대학교, 서울, 대한민국          | WBA 여자 Featherweight 방어                |
| 승                                   | 4-0-1  | Sandy Tsagouris       | KO       | 3 (10), 1:39 | 2011-04-29 | 충의사, 예산군, 대한민국                    | WBA 여자 Featherweight 방어                |
| 승                                   | 3-0-1  | Claudia Andrea Lopez  | SD       | 10           | 2010-04-30 | 성균관대학교, 수원, 대한민국                | WBA 여자 Featherweight 방어                |
| 승                                   | 2-0-1  | Tenku Tsubasa         | UD       | 10           | 2009-11-21 | 성균관대학교, 수원, 대한민국                | WBA 여자 Featherweight 방어                |
| 무                                   | 1-0-1  | 김효민                | SD       | 10           | 2009-05-30 | 서울과학기술대학교, 서울, 대한민국          | WBA 여자 Featherweight 방어                |
| 승                                   | 1-0-0  | Xu Chun Yan           | UD       | 10           | 2008-10-11 | 진안군 실내체육관, 대한민국                 | WBA 여자 Featherweight 획득                |

## 학력
- 녹천중학교
- 염광고등학교
- 성균관대학교 스포츠과학과(졸업)
- 2015년 고려대학교 대학원 사회체육학과(재학)

## 홍보대사
- 2013년 희망씨앗 홍보대사
- 2014년 국민대통합위원회 홍보대사

## 관련 서적
- 《나는 통일복서 최현미》(2005년) 서울문화사, ISBN 89-532-9647-1